# Zilverrugorgelvogel
De zilverrugorgelvogel (Cracticus argenteus) is een zangvogel uit de familie Artamidae (spitsvogels) en onderfamilie Cracticinae (orgelvogels).

## Verspreiding en leefgebied
Deze soort is endemisch in Australië en telt twee ondersoorten:
- C. a. argenteus Gould, 1841: noordwestelijk Australië.
- C. a. colletti Mathews, 1912: noordelijk-centraal Australië.

## Status
De grootte van de populatie is niet gekwantificeerd maar de soort wordt omschreven als algemeen. Op de Rode lijst van de IUCN heeft deze soort de status niet bedreigd.